# Liodrosophila trukana
Liodrosophila trukana är en tvåvingeart som beskrevs av Wheeler och Hajimu Takada 1964. Liodrosophila trukana ingår i släktet Liodrosophila och familjen daggflugor. Inga underarter finns listade i Catalogue of Life.